# Heaven and Hell (álbum de Vangelis)
Heaven and Hell es el tercer álbum de estudio como solista del compositor de música electrónica Vangelis. Publicado en 1975 por el sello RCA es conocido por la inclusión de varios fragmentos, siendo uno de ellos el tema principal, en la banda sonora de la serie de televisión producida por PBS Cosmos: un viaje personal escrita y presentada por Carl Sagan.
Steven McDonald en su reseña para AllMusic señala que "quienes estén acostumbrados a los sonidos sintetizados más ligeros que nos ofreció posteriormente quizá no estén preparados para este álbum oscuro y atronador.(...) Pese a todo es una obra brillante que no debe estar ausente en ninguna colección de Vangelis".

## Producción
Heaven and Hell se grabó en septiembre de 1975 en los Estudios Nemo (Londres) convirtiéndose en el primer disco que Vangelis grabara en los estudios de su propiedad aunque no estaban totalmente concluidos durante el periodo de grabación. El álbum ha sido reeditado en numerosas ocasiones y obtuvo una buena acogida comercial alcanzando, en julio de 1981, el puesto 48 durante en las listas de ventas de Reino Unido.
Estructuralmente se trata de un álbum conceptual que juega con la oposición entre las ideas de Paraíso e Infierno mediante canciones lentas y rápidas que se alternan entre sí. De esta manera, melodías lentas y de gran sensibilidad dan paso a otras más estridentes y veloces. Dado que su primera edición se realizó en disco de vinilo y casete contiene dos partes de duración similar. 
A lo largo de ambas suite se enlazan piezas corales, interpretadas por el English Chamber Choir dirigido por Guy Protheroe, con sintetizadores que reproducen un sonido más cercano al de la música clásica, en contraste con el sonido de rock progresivo que tuvieron sus álbumes predecesor Earth (1973) y sucesor Albedo 0.39 (1976). La primera parte del disco concluye con la canción «So Long Ago, So Clear», primera de las colaboraciones de Vangelis con el cantante Jon Anderson, a la sazón líder del grupo de rock Yes. En la segunda parte del disco la estructura es similar pero las melodías son más experimentales e incluye un movimiento llamado «12 O'Clock» cantado por Vana Veroutis. 
Vangelis retornaría a este estilo en varias ocasiones con posterioridad como en Mask (1985), álbum en que se puede apreciar la mezcla de secciones corales con el sonido electrónico, en la banda sonora 1492: Conquest of Paradise (1992) o en Mythodea — Music for the NASA Mission: 2001 Mars Odyssey (2001). Para esas épocas, Vangelis ya había dejado atrás su años de electrónica progresiva, y Heaven And Hell constituye el primer álbum donde se vincula a la música electrónica instrumental mediante la creación de una telaraña de sonidos simultáneos entrelazados con diferentes líneas melódicas de timbres de sus sintetizadores.

## Lista de temas
Todos los temas compuestos por Vangelis
Versión en vinilo y casete
Lado A
«Heaven and Hell, part 1» - 17:00
1. «Bacchanale»
2. «Symphony to the Powers B (Movements 1 And 2)»
3. «Movement 3 (From Symphony To The Powers B)»

«So Long Ago, So Clear» - 4:58
Lado B
«Heaven and Hell, part 2» - 21:16
1. Intestinal Bat
2. Needles & Bones
3. 12 O'Clock (in two parts)
4. Aries
5. A Way

Versión en disco compacto
1. «Heaven and Hell, part 1» (includes «So Long Ago, So Clear») - 21:58
2. «Heaven and Hell, part 2» - 21:16

## Personal
- Vangelis: sintetizadores, Bösendorfer grand piano, percusión, arreglos y producción
- Jon Anderson: voz en «So Long Ago, So Clear»
- Vana Veroutis: voz en «12 O'Clock»
- The English Chamber Choir dirigido por Guy Protheroe: voces
- Geoff Alpin: diseño de logotipo
- Mike Doud: diseño de cubierta
- Alan Lucas: ingeniero de grabación
- Paul Wakefield: fotografía